# Schoenocrambe
Schoenocrambe é um género botânico pertencente à família Brassicaceae.